# Weiße Schokolade

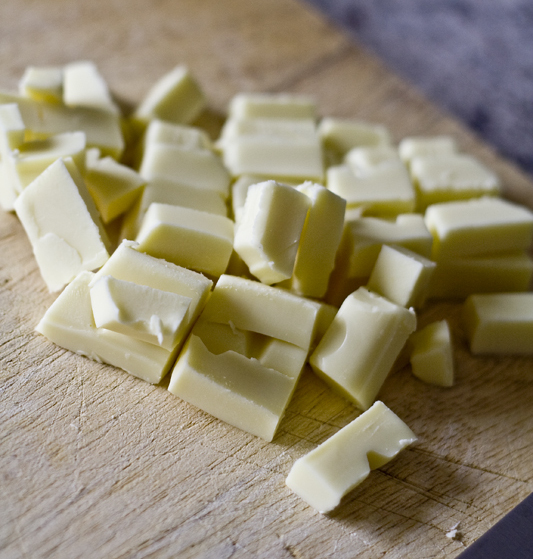
Weiße Schokolade

Weiße Schokolade (in der Westschweiz auch als französisch Masse Yvoire bekannt) ist eine Süßware, deren Hauptbestandteile Zucker und Kakaobutter sind. Weitere Zutaten sind Milchpulver und Vanille. Anders als herkömmliche Schokolade enthält diese keinen Kakao.

## Herstellung
Im Gegensatz zu herkömmlicher Schokolade wird bei der Herstellung weißer Schokolade nicht die ganze Kakaomasse verwendet, sondern nur die daraus gewonnene Kakaobutter, zusammen mit bestimmten Milchbestandteilen und Zucker. Nach EU-Richtlinie muss sie mindestens 20 % Kakaobutter sowie 14 % Trockenmilchanteil, darunter mindestens 3,5 % Milchfett, enthalten.

## Geschichte
Weiße Schokolade wurde kommerziell in den 1930er Jahren zum ersten Mal in der Schweiz von Nestlé produziert.

## Verwendung
Neben dem direkten Verzehr wird sie vor allem für Backwaren verwendet. Weiße Schokolade ist außerdem zum Garnieren geeignet, beispielsweise für Überzüge oder geraspelt auf Spaghettieis als Imitation von Parmesankäse.
Gab es früher weiße Schokolade nur in Tafelform, findet man heute zahlreiche andere Süßigkeiten und auch Saison-Schokolade wie  Osterhase oder Weihnachtsmann aus weißer Schokolade.
In Japan wird anlässlich des White Day am 14. März häufig weiße Schokolade verschenkt.